# Jeżowe (gmina)

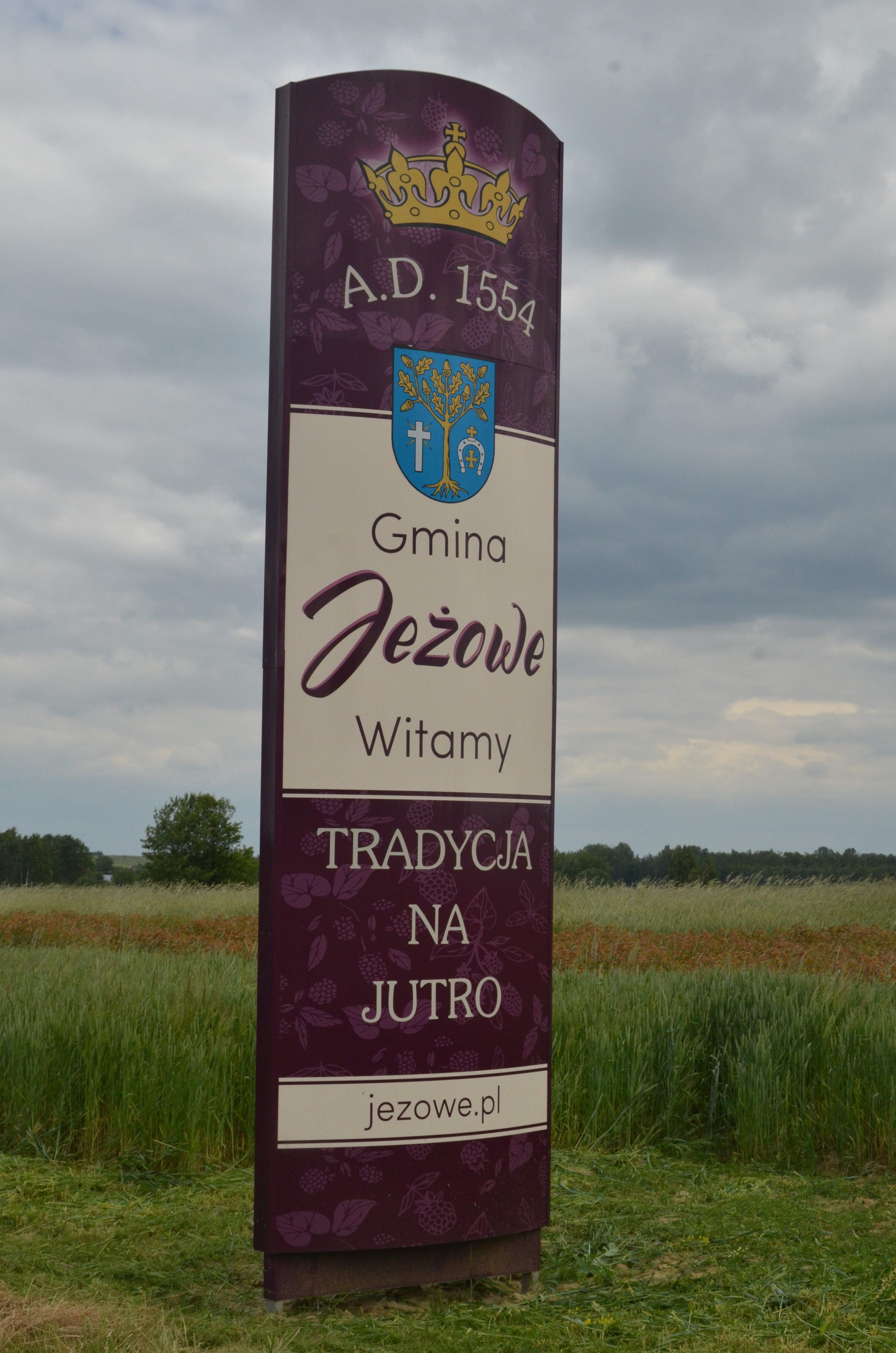
Witacz gminy Jeżowe przy drodze krajowej nr 19.

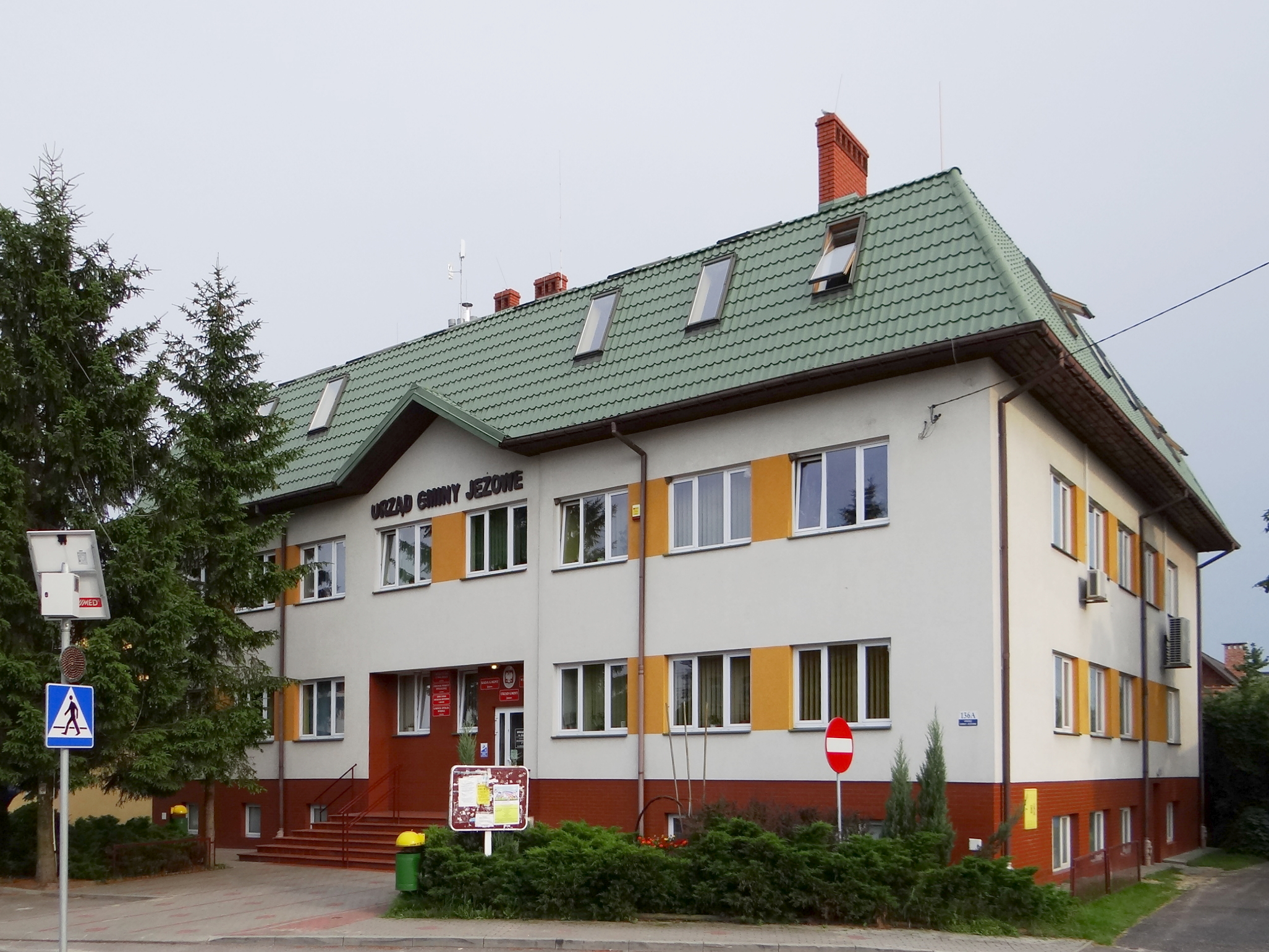
Budynek Urzędu Gminy Jeżowe

Jeżowe – gmina wiejska w województwie podkarpackim, w powiecie niżańskim. Siedziba gminy to Jeżowe.
Według danych z 31 grudnia 2020 gminę zamieszkiwało 10 100 osób.

## Położenie
Według danych z 1 stycznia 2010 r. powierzchnia gminy wynosiła 123,93 km². Gmina stanowi 15,76% powierzchni powiatu.
Według danych z roku 2002 gmina Jeżowe ma obszar 123,77 km², w tym:
- użytki rolne: 65%
- użytki leśne: 30%

W latach 1975–1998 gmina położona była w województwie tarnobrzeskim.

## Demografia

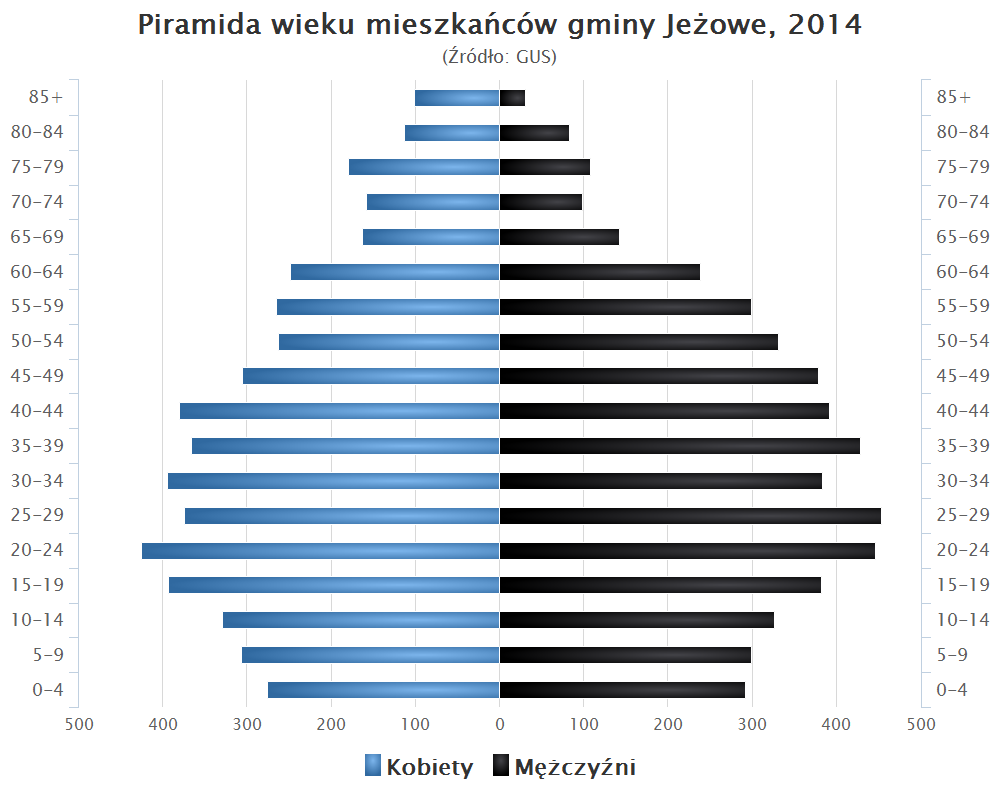
Piramida wieku mieszkańców gminy Jeżowe w 2014 roku

Liczba ludności (dane z 31 grudnia 2020):
|        | Ogółem | Ogółem | Kobiety | Kobiety | Mężczyźni | Mężczyźni |
| osób   | %      | osób   | %       | osób    | %         |           |
| ------ | ------ | ------ | ------- | ------- | --------- | --------- |
| Ogółem | 10 100 | 100    | 5066    | 50,16   | 5034      | 49,84     |
| Miasto | 0      | 0      | 0       | 0       | 0         | 0         |
| Wieś   | 10 100 | 100    | 5066    | 50,16   | 5034      | 49,84     |

▶Wieś vs ▶miasto
Ogółem (▶k, ▶m)
Wieś (▶k, ▶m)

## Podział administracyjny
Gmina Jeżowe utworzyła 15 jednostek pomocniczych gminy, będących sołectwami.
Sołectwa
- Cholewiana Góra
- Groble
- Jata
- Jeżowe-Centrum
- Jeżowe-Kameralne
- Jeżowe-Podgórze
- Jeżowe-Zaborczyny
- Jeżowe-Zagościniec
- Krzywdy
- Nowy Nart
- Pogorzałka
- Sibigi
- Sójkowa
- Stary Nart
- Zalesie.

## Miejscowości
WsieCholewiana Góra, Groble, Jata, Jeżowe, Krzywdy, Nowy Nart, Pogorzałka, Sójkowa, Stary Nart, Zalesie.
Stacja PKPŁętownia
PrzysiółkiBłądki, Gęsiówka, Kameralne, Kowale, Okolisko, Pikuły, Sibigi, Walisko, Zaborczyny, Zagościniec, Zagórzany, Zagrody

## Sąsiednie gminy
Bojanów, Dzikowiec, Kamień, Nisko, Nowa Sarzyna, Raniżów, Rudnik nad Sanem

## Współpraca zagraniczna
- Austria, gmina Atzenbrugg – od 1994 r.[7]
- Ukraina, rejon drohobycki – od 2002 r.[7]